# Правильный мат
Пра́вильный мат (англ. model mate) в шахматах и шахматной композиции — разновидность шахматного мата, который одновременно является чистым и экономичным. Правильный пат — чистый и экономичный пат.
Чистый мат (пат) — мат или пат, при котором все поля вокруг короля либо атакованы противоположной стороной ровно один раз, либо заняты фигурами (или пешками) того же цвета, что и атакованный король. Чистота мата (пата) не нарушается, если фигура (или пешка), занимающая поле рядом со своим королём, находится в связке, и эта связка существенна для создания мата (пата).
Экономичный мат (пат) — мат или пат, в создании которого задействованы все фигуры атакующей стороны, за возможным исключением только для её короля и пешек. Эти фигуры атакуют либо короля соперника, либо поля рядом с королём, либо связывают фигуры противоположной стороны, которые иначе могли бы разрушить мат (пат).
При правильном мате (пате) со связанной фигурой того же цвета, что и атакованный король, эта фигура имела бы возможность препятствовать мату (пату) в случае отсутствия её связки. Если такой возможности нет, мат (пат) является неэкономичным. В случае, когда связанная фигура находится на одном из соседних со своим королём полей, занимаемое ею поле не должно быть атаковано никакой другой фигурой, кроме связывающей. Иначе мат (пат) является нечистым.
Допускается правильный мат при помощи двойного шаха — возможно двойное нападение на поле, на котором расположен атакованный король.
Правильные маты (паты) крайне редки в практических шахматах (хотя, к примеру, эндшпиль с королём и ладьёй против одинокого короля может закончиться только правильным матом), однако вносят немаловажный вклад в достоинство шахматных задач и этюдов, поскольку считаются художественными. Правильный мат (пат) встречался в средневековых мансубах (VIII—IX веков), в задачах на пари (XIV век), в шахматных сборниках Филиппа Стаммы, Эрколе дель Рио (XVIII век). В чешской школе задачной композиции с середины XIX века сочетание красивых матовых позиций является первостепенным элементом.

## Примеры
|   | a | b | c | d | e | f | g | h |   |
| - | --- | --- | --- | --- | --- | --- | --- | --- | - |
| 8 | c8 белый слон · a7 чёрный ферзь · d5 чёрный конь · e5 чёрный король · c4 белый конь · h4 белый ферзь · b1 белый король | c8 белый слон · a7 чёрный ферзь · d5 чёрный конь · e5 чёрный король · c4 белый конь · h4 белый ферзь · b1 белый король | c8 белый слон · a7 чёрный ферзь · d5 чёрный конь · e5 чёрный король · c4 белый конь · h4 белый ферзь · b1 белый король | c8 белый слон · a7 чёрный ферзь · d5 чёрный конь · e5 чёрный король · c4 белый конь · h4 белый ферзь · b1 белый король | c8 белый слон · a7 чёрный ферзь · d5 чёрный конь · e5 чёрный король · c4 белый конь · h4 белый ферзь · b1 белый король | c8 белый слон · a7 чёрный ферзь · d5 чёрный конь · e5 чёрный король · c4 белый конь · h4 белый ферзь · b1 белый король | c8 белый слон · a7 чёрный ферзь · d5 чёрный конь · e5 чёрный король · c4 белый конь · h4 белый ферзь · b1 белый король | c8 белый слон · a7 чёрный ферзь · d5 чёрный конь · e5 чёрный король · c4 белый конь · h4 белый ферзь · b1 белый король | 8 |
| 7 | c8 белый слон · a7 чёрный ферзь · d5 чёрный конь · e5 чёрный король · c4 белый конь · h4 белый ферзь · b1 белый король | c8 белый слон · a7 чёрный ферзь · d5 чёрный конь · e5 чёрный король · c4 белый конь · h4 белый ферзь · b1 белый король | c8 белый слон · a7 чёрный ферзь · d5 чёрный конь · e5 чёрный король · c4 белый конь · h4 белый ферзь · b1 белый король | c8 белый слон · a7 чёрный ферзь · d5 чёрный конь · e5 чёрный король · c4 белый конь · h4 белый ферзь · b1 белый король | c8 белый слон · a7 чёрный ферзь · d5 чёрный конь · e5 чёрный король · c4 белый конь · h4 белый ферзь · b1 белый король | c8 белый слон · a7 чёрный ферзь · d5 чёрный конь · e5 чёрный король · c4 белый конь · h4 белый ферзь · b1 белый король | c8 белый слон · a7 чёрный ферзь · d5 чёрный конь · e5 чёрный король · c4 белый конь · h4 белый ферзь · b1 белый король | c8 белый слон · a7 чёрный ферзь · d5 чёрный конь · e5 чёрный король · c4 белый конь · h4 белый ферзь · b1 белый король | 7 |
| 6 | c8 белый слон · a7 чёрный ферзь · d5 чёрный конь · e5 чёрный король · c4 белый конь · h4 белый ферзь · b1 белый король | c8 белый слон · a7 чёрный ферзь · d5 чёрный конь · e5 чёрный король · c4 белый конь · h4 белый ферзь · b1 белый король | c8 белый слон · a7 чёрный ферзь · d5 чёрный конь · e5 чёрный король · c4 белый конь · h4 белый ферзь · b1 белый король | c8 белый слон · a7 чёрный ферзь · d5 чёрный конь · e5 чёрный король · c4 белый конь · h4 белый ферзь · b1 белый король | c8 белый слон · a7 чёрный ферзь · d5 чёрный конь · e5 чёрный король · c4 белый конь · h4 белый ферзь · b1 белый король | c8 белый слон · a7 чёрный ферзь · d5 чёрный конь · e5 чёрный король · c4 белый конь · h4 белый ферзь · b1 белый король | c8 белый слон · a7 чёрный ферзь · d5 чёрный конь · e5 чёрный король · c4 белый конь · h4 белый ферзь · b1 белый король | c8 белый слон · a7 чёрный ферзь · d5 чёрный конь · e5 чёрный король · c4 белый конь · h4 белый ферзь · b1 белый король | 6 |
| 5 | c8 белый слон · a7 чёрный ферзь · d5 чёрный конь · e5 чёрный король · c4 белый конь · h4 белый ферзь · b1 белый король | c8 белый слон · a7 чёрный ферзь · d5 чёрный конь · e5 чёрный король · c4 белый конь · h4 белый ферзь · b1 белый король | c8 белый слон · a7 чёрный ферзь · d5 чёрный конь · e5 чёрный король · c4 белый конь · h4 белый ферзь · b1 белый король | c8 белый слон · a7 чёрный ферзь · d5 чёрный конь · e5 чёрный король · c4 белый конь · h4 белый ферзь · b1 белый король | c8 белый слон · a7 чёрный ферзь · d5 чёрный конь · e5 чёрный король · c4 белый конь · h4 белый ферзь · b1 белый король | c8 белый слон · a7 чёрный ферзь · d5 чёрный конь · e5 чёрный король · c4 белый конь · h4 белый ферзь · b1 белый король | c8 белый слон · a7 чёрный ферзь · d5 чёрный конь · e5 чёрный король · c4 белый конь · h4 белый ферзь · b1 белый король | c8 белый слон · a7 чёрный ферзь · d5 чёрный конь · e5 чёрный король · c4 белый конь · h4 белый ферзь · b1 белый король | 5 |
| 4 | c8 белый слон · a7 чёрный ферзь · d5 чёрный конь · e5 чёрный король · c4 белый конь · h4 белый ферзь · b1 белый король | c8 белый слон · a7 чёрный ферзь · d5 чёрный конь · e5 чёрный король · c4 белый конь · h4 белый ферзь · b1 белый король | c8 белый слон · a7 чёрный ферзь · d5 чёрный конь · e5 чёрный король · c4 белый конь · h4 белый ферзь · b1 белый король | c8 белый слон · a7 чёрный ферзь · d5 чёрный конь · e5 чёрный король · c4 белый конь · h4 белый ферзь · b1 белый король | c8 белый слон · a7 чёрный ферзь · d5 чёрный конь · e5 чёрный король · c4 белый конь · h4 белый ферзь · b1 белый король | c8 белый слон · a7 чёрный ферзь · d5 чёрный конь · e5 чёрный король · c4 белый конь · h4 белый ферзь · b1 белый король | c8 белый слон · a7 чёрный ферзь · d5 чёрный конь · e5 чёрный король · c4 белый конь · h4 белый ферзь · b1 белый король | c8 белый слон · a7 чёрный ферзь · d5 чёрный конь · e5 чёрный король · c4 белый конь · h4 белый ферзь · b1 белый король | 4 |
| 3 | c8 белый слон · a7 чёрный ферзь · d5 чёрный конь · e5 чёрный король · c4 белый конь · h4 белый ферзь · b1 белый король | c8 белый слон · a7 чёрный ферзь · d5 чёрный конь · e5 чёрный король · c4 белый конь · h4 белый ферзь · b1 белый король | c8 белый слон · a7 чёрный ферзь · d5 чёрный конь · e5 чёрный король · c4 белый конь · h4 белый ферзь · b1 белый король | c8 белый слон · a7 чёрный ферзь · d5 чёрный конь · e5 чёрный король · c4 белый конь · h4 белый ферзь · b1 белый король | c8 белый слон · a7 чёрный ферзь · d5 чёрный конь · e5 чёрный король · c4 белый конь · h4 белый ферзь · b1 белый король | c8 белый слон · a7 чёрный ферзь · d5 чёрный конь · e5 чёрный король · c4 белый конь · h4 белый ферзь · b1 белый король | c8 белый слон · a7 чёрный ферзь · d5 чёрный конь · e5 чёрный король · c4 белый конь · h4 белый ферзь · b1 белый король | c8 белый слон · a7 чёрный ферзь · d5 чёрный конь · e5 чёрный король · c4 белый конь · h4 белый ферзь · b1 белый король | 3 |
| 2 | c8 белый слон · a7 чёрный ферзь · d5 чёрный конь · e5 чёрный король · c4 белый конь · h4 белый ферзь · b1 белый король | c8 белый слон · a7 чёрный ферзь · d5 чёрный конь · e5 чёрный король · c4 белый конь · h4 белый ферзь · b1 белый король | c8 белый слон · a7 чёрный ферзь · d5 чёрный конь · e5 чёрный король · c4 белый конь · h4 белый ферзь · b1 белый король | c8 белый слон · a7 чёрный ферзь · d5 чёрный конь · e5 чёрный король · c4 белый конь · h4 белый ферзь · b1 белый король | c8 белый слон · a7 чёрный ферзь · d5 чёрный конь · e5 чёрный король · c4 белый конь · h4 белый ферзь · b1 белый король | c8 белый слон · a7 чёрный ферзь · d5 чёрный конь · e5 чёрный король · c4 белый конь · h4 белый ферзь · b1 белый король | c8 белый слон · a7 чёрный ферзь · d5 чёрный конь · e5 чёрный король · c4 белый конь · h4 белый ферзь · b1 белый король | c8 белый слон · a7 чёрный ферзь · d5 чёрный конь · e5 чёрный король · c4 белый конь · h4 белый ферзь · b1 белый король | 2 |
| 1 | c8 белый слон · a7 чёрный ферзь · d5 чёрный конь · e5 чёрный король · c4 белый конь · h4 белый ферзь · b1 белый король | c8 белый слон · a7 чёрный ферзь · d5 чёрный конь · e5 чёрный король · c4 белый конь · h4 белый ферзь · b1 белый король | c8 белый слон · a7 чёрный ферзь · d5 чёрный конь · e5 чёрный король · c4 белый конь · h4 белый ферзь · b1 белый король | c8 белый слон · a7 чёрный ферзь · d5 чёрный конь · e5 чёрный король · c4 белый конь · h4 белый ферзь · b1 белый король | c8 белый слон · a7 чёрный ферзь · d5 чёрный конь · e5 чёрный король · c4 белый конь · h4 белый ферзь · b1 белый король | c8 белый слон · a7 чёрный ферзь · d5 чёрный конь · e5 чёрный король · c4 белый конь · h4 белый ферзь · b1 белый король | c8 белый слон · a7 чёрный ферзь · d5 чёрный конь · e5 чёрный король · c4 белый конь · h4 белый ферзь · b1 белый король | c8 белый слон · a7 чёрный ферзь · d5 чёрный конь · e5 чёрный король · c4 белый конь · h4 белый ферзь · b1 белый король | 1 |
|   | a | b | c | d | e | f | g | h |   |

|   | a | b | c | d | e | f | g | h |   |
| - | --- | --- | --- | --- | --- | --- | --- | --- | - |
| 8 | c8 белый слон · a7 чёрный ферзь · d6 белый круг · e6 чёрный крест · f6 чёрный круг · d5 чёрный конь · e5 чёрный король · f5 чёрный крест · c4 белый конь · d4 чёрный круг · e4 чёрный круг · f4 чёрный круг · h4 белый ферзь · b1 белый король | c8 белый слон · a7 чёрный ферзь · d6 белый круг · e6 чёрный крест · f6 чёрный круг · d5 чёрный конь · e5 чёрный король · f5 чёрный крест · c4 белый конь · d4 чёрный круг · e4 чёрный круг · f4 чёрный круг · h4 белый ферзь · b1 белый король | c8 белый слон · a7 чёрный ферзь · d6 белый круг · e6 чёрный крест · f6 чёрный круг · d5 чёрный конь · e5 чёрный король · f5 чёрный крест · c4 белый конь · d4 чёрный круг · e4 чёрный круг · f4 чёрный круг · h4 белый ферзь · b1 белый король | c8 белый слон · a7 чёрный ферзь · d6 белый круг · e6 чёрный крест · f6 чёрный круг · d5 чёрный конь · e5 чёрный король · f5 чёрный крест · c4 белый конь · d4 чёрный круг · e4 чёрный круг · f4 чёрный круг · h4 белый ферзь · b1 белый король | c8 белый слон · a7 чёрный ферзь · d6 белый круг · e6 чёрный крест · f6 чёрный круг · d5 чёрный конь · e5 чёрный король · f5 чёрный крест · c4 белый конь · d4 чёрный круг · e4 чёрный круг · f4 чёрный круг · h4 белый ферзь · b1 белый король | c8 белый слон · a7 чёрный ферзь · d6 белый круг · e6 чёрный крест · f6 чёрный круг · d5 чёрный конь · e5 чёрный король · f5 чёрный крест · c4 белый конь · d4 чёрный круг · e4 чёрный круг · f4 чёрный круг · h4 белый ферзь · b1 белый король | c8 белый слон · a7 чёрный ферзь · d6 белый круг · e6 чёрный крест · f6 чёрный круг · d5 чёрный конь · e5 чёрный король · f5 чёрный крест · c4 белый конь · d4 чёрный круг · e4 чёрный круг · f4 чёрный круг · h4 белый ферзь · b1 белый король | c8 белый слон · a7 чёрный ферзь · d6 белый круг · e6 чёрный крест · f6 чёрный круг · d5 чёрный конь · e5 чёрный король · f5 чёрный крест · c4 белый конь · d4 чёрный круг · e4 чёрный круг · f4 чёрный круг · h4 белый ферзь · b1 белый король | 8 |
| 7 | c8 белый слон · a7 чёрный ферзь · d6 белый круг · e6 чёрный крест · f6 чёрный круг · d5 чёрный конь · e5 чёрный король · f5 чёрный крест · c4 белый конь · d4 чёрный круг · e4 чёрный круг · f4 чёрный круг · h4 белый ферзь · b1 белый король | c8 белый слон · a7 чёрный ферзь · d6 белый круг · e6 чёрный крест · f6 чёрный круг · d5 чёрный конь · e5 чёрный король · f5 чёрный крест · c4 белый конь · d4 чёрный круг · e4 чёрный круг · f4 чёрный круг · h4 белый ферзь · b1 белый король | c8 белый слон · a7 чёрный ферзь · d6 белый круг · e6 чёрный крест · f6 чёрный круг · d5 чёрный конь · e5 чёрный король · f5 чёрный крест · c4 белый конь · d4 чёрный круг · e4 чёрный круг · f4 чёрный круг · h4 белый ферзь · b1 белый король | c8 белый слон · a7 чёрный ферзь · d6 белый круг · e6 чёрный крест · f6 чёрный круг · d5 чёрный конь · e5 чёрный король · f5 чёрный крест · c4 белый конь · d4 чёрный круг · e4 чёрный круг · f4 чёрный круг · h4 белый ферзь · b1 белый король | c8 белый слон · a7 чёрный ферзь · d6 белый круг · e6 чёрный крест · f6 чёрный круг · d5 чёрный конь · e5 чёрный король · f5 чёрный крест · c4 белый конь · d4 чёрный круг · e4 чёрный круг · f4 чёрный круг · h4 белый ферзь · b1 белый король | c8 белый слон · a7 чёрный ферзь · d6 белый круг · e6 чёрный крест · f6 чёрный круг · d5 чёрный конь · e5 чёрный король · f5 чёрный крест · c4 белый конь · d4 чёрный круг · e4 чёрный круг · f4 чёрный круг · h4 белый ферзь · b1 белый король | c8 белый слон · a7 чёрный ферзь · d6 белый круг · e6 чёрный крест · f6 чёрный круг · d5 чёрный конь · e5 чёрный король · f5 чёрный крест · c4 белый конь · d4 чёрный круг · e4 чёрный круг · f4 чёрный круг · h4 белый ферзь · b1 белый король | c8 белый слон · a7 чёрный ферзь · d6 белый круг · e6 чёрный крест · f6 чёрный круг · d5 чёрный конь · e5 чёрный король · f5 чёрный крест · c4 белый конь · d4 чёрный круг · e4 чёрный круг · f4 чёрный круг · h4 белый ферзь · b1 белый король | 7 |
| 6 | c8 белый слон · a7 чёрный ферзь · d6 белый круг · e6 чёрный крест · f6 чёрный круг · d5 чёрный конь · e5 чёрный король · f5 чёрный крест · c4 белый конь · d4 чёрный круг · e4 чёрный круг · f4 чёрный круг · h4 белый ферзь · b1 белый король | c8 белый слон · a7 чёрный ферзь · d6 белый круг · e6 чёрный крест · f6 чёрный круг · d5 чёрный конь · e5 чёрный король · f5 чёрный крест · c4 белый конь · d4 чёрный круг · e4 чёрный круг · f4 чёрный круг · h4 белый ферзь · b1 белый король | c8 белый слон · a7 чёрный ферзь · d6 белый круг · e6 чёрный крест · f6 чёрный круг · d5 чёрный конь · e5 чёрный король · f5 чёрный крест · c4 белый конь · d4 чёрный круг · e4 чёрный круг · f4 чёрный круг · h4 белый ферзь · b1 белый король | c8 белый слон · a7 чёрный ферзь · d6 белый круг · e6 чёрный крест · f6 чёрный круг · d5 чёрный конь · e5 чёрный король · f5 чёрный крест · c4 белый конь · d4 чёрный круг · e4 чёрный круг · f4 чёрный круг · h4 белый ферзь · b1 белый король | c8 белый слон · a7 чёрный ферзь · d6 белый круг · e6 чёрный крест · f6 чёрный круг · d5 чёрный конь · e5 чёрный король · f5 чёрный крест · c4 белый конь · d4 чёрный круг · e4 чёрный круг · f4 чёрный круг · h4 белый ферзь · b1 белый король | c8 белый слон · a7 чёрный ферзь · d6 белый круг · e6 чёрный крест · f6 чёрный круг · d5 чёрный конь · e5 чёрный король · f5 чёрный крест · c4 белый конь · d4 чёрный круг · e4 чёрный круг · f4 чёрный круг · h4 белый ферзь · b1 белый король | c8 белый слон · a7 чёрный ферзь · d6 белый круг · e6 чёрный крест · f6 чёрный круг · d5 чёрный конь · e5 чёрный король · f5 чёрный крест · c4 белый конь · d4 чёрный круг · e4 чёрный круг · f4 чёрный круг · h4 белый ферзь · b1 белый король | c8 белый слон · a7 чёрный ферзь · d6 белый круг · e6 чёрный крест · f6 чёрный круг · d5 чёрный конь · e5 чёрный король · f5 чёрный крест · c4 белый конь · d4 чёрный круг · e4 чёрный круг · f4 чёрный круг · h4 белый ферзь · b1 белый король | 6 |
| 5 | c8 белый слон · a7 чёрный ферзь · d6 белый круг · e6 чёрный крест · f6 чёрный круг · d5 чёрный конь · e5 чёрный король · f5 чёрный крест · c4 белый конь · d4 чёрный круг · e4 чёрный круг · f4 чёрный круг · h4 белый ферзь · b1 белый король | c8 белый слон · a7 чёрный ферзь · d6 белый круг · e6 чёрный крест · f6 чёрный круг · d5 чёрный конь · e5 чёрный король · f5 чёрный крест · c4 белый конь · d4 чёрный круг · e4 чёрный круг · f4 чёрный круг · h4 белый ферзь · b1 белый король | c8 белый слон · a7 чёрный ферзь · d6 белый круг · e6 чёрный крест · f6 чёрный круг · d5 чёрный конь · e5 чёрный король · f5 чёрный крест · c4 белый конь · d4 чёрный круг · e4 чёрный круг · f4 чёрный круг · h4 белый ферзь · b1 белый король | c8 белый слон · a7 чёрный ферзь · d6 белый круг · e6 чёрный крест · f6 чёрный круг · d5 чёрный конь · e5 чёрный король · f5 чёрный крест · c4 белый конь · d4 чёрный круг · e4 чёрный круг · f4 чёрный круг · h4 белый ферзь · b1 белый король | c8 белый слон · a7 чёрный ферзь · d6 белый круг · e6 чёрный крест · f6 чёрный круг · d5 чёрный конь · e5 чёрный король · f5 чёрный крест · c4 белый конь · d4 чёрный круг · e4 чёрный круг · f4 чёрный круг · h4 белый ферзь · b1 белый король | c8 белый слон · a7 чёрный ферзь · d6 белый круг · e6 чёрный крест · f6 чёрный круг · d5 чёрный конь · e5 чёрный король · f5 чёрный крест · c4 белый конь · d4 чёрный круг · e4 чёрный круг · f4 чёрный круг · h4 белый ферзь · b1 белый король | c8 белый слон · a7 чёрный ферзь · d6 белый круг · e6 чёрный крест · f6 чёрный круг · d5 чёрный конь · e5 чёрный король · f5 чёрный крест · c4 белый конь · d4 чёрный круг · e4 чёрный круг · f4 чёрный круг · h4 белый ферзь · b1 белый король | c8 белый слон · a7 чёрный ферзь · d6 белый круг · e6 чёрный крест · f6 чёрный круг · d5 чёрный конь · e5 чёрный король · f5 чёрный крест · c4 белый конь · d4 чёрный круг · e4 чёрный круг · f4 чёрный круг · h4 белый ферзь · b1 белый король | 5 |
| 4 | c8 белый слон · a7 чёрный ферзь · d6 белый круг · e6 чёрный крест · f6 чёрный круг · d5 чёрный конь · e5 чёрный король · f5 чёрный крест · c4 белый конь · d4 чёрный круг · e4 чёрный круг · f4 чёрный круг · h4 белый ферзь · b1 белый король | c8 белый слон · a7 чёрный ферзь · d6 белый круг · e6 чёрный крест · f6 чёрный круг · d5 чёрный конь · e5 чёрный король · f5 чёрный крест · c4 белый конь · d4 чёрный круг · e4 чёрный круг · f4 чёрный круг · h4 белый ферзь · b1 белый король | c8 белый слон · a7 чёрный ферзь · d6 белый круг · e6 чёрный крест · f6 чёрный круг · d5 чёрный конь · e5 чёрный король · f5 чёрный крест · c4 белый конь · d4 чёрный круг · e4 чёрный круг · f4 чёрный круг · h4 белый ферзь · b1 белый король | c8 белый слон · a7 чёрный ферзь · d6 белый круг · e6 чёрный крест · f6 чёрный круг · d5 чёрный конь · e5 чёрный король · f5 чёрный крест · c4 белый конь · d4 чёрный круг · e4 чёрный круг · f4 чёрный круг · h4 белый ферзь · b1 белый король | c8 белый слон · a7 чёрный ферзь · d6 белый круг · e6 чёрный крест · f6 чёрный круг · d5 чёрный конь · e5 чёрный король · f5 чёрный крест · c4 белый конь · d4 чёрный круг · e4 чёрный круг · f4 чёрный круг · h4 белый ферзь · b1 белый король | c8 белый слон · a7 чёрный ферзь · d6 белый круг · e6 чёрный крест · f6 чёрный круг · d5 чёрный конь · e5 чёрный король · f5 чёрный крест · c4 белый конь · d4 чёрный круг · e4 чёрный круг · f4 чёрный круг · h4 белый ферзь · b1 белый король | c8 белый слон · a7 чёрный ферзь · d6 белый круг · e6 чёрный крест · f6 чёрный круг · d5 чёрный конь · e5 чёрный король · f5 чёрный крест · c4 белый конь · d4 чёрный круг · e4 чёрный круг · f4 чёрный круг · h4 белый ферзь · b1 белый король | c8 белый слон · a7 чёрный ферзь · d6 белый круг · e6 чёрный крест · f6 чёрный круг · d5 чёрный конь · e5 чёрный король · f5 чёрный крест · c4 белый конь · d4 чёрный круг · e4 чёрный круг · f4 чёрный круг · h4 белый ферзь · b1 белый король | 4 |
| 3 | c8 белый слон · a7 чёрный ферзь · d6 белый круг · e6 чёрный крест · f6 чёрный круг · d5 чёрный конь · e5 чёрный король · f5 чёрный крест · c4 белый конь · d4 чёрный круг · e4 чёрный круг · f4 чёрный круг · h4 белый ферзь · b1 белый король | c8 белый слон · a7 чёрный ферзь · d6 белый круг · e6 чёрный крест · f6 чёрный круг · d5 чёрный конь · e5 чёрный король · f5 чёрный крест · c4 белый конь · d4 чёрный круг · e4 чёрный круг · f4 чёрный круг · h4 белый ферзь · b1 белый король | c8 белый слон · a7 чёрный ферзь · d6 белый круг · e6 чёрный крест · f6 чёрный круг · d5 чёрный конь · e5 чёрный король · f5 чёрный крест · c4 белый конь · d4 чёрный круг · e4 чёрный круг · f4 чёрный круг · h4 белый ферзь · b1 белый король | c8 белый слон · a7 чёрный ферзь · d6 белый круг · e6 чёрный крест · f6 чёрный круг · d5 чёрный конь · e5 чёрный король · f5 чёрный крест · c4 белый конь · d4 чёрный круг · e4 чёрный круг · f4 чёрный круг · h4 белый ферзь · b1 белый король | c8 белый слон · a7 чёрный ферзь · d6 белый круг · e6 чёрный крест · f6 чёрный круг · d5 чёрный конь · e5 чёрный король · f5 чёрный крест · c4 белый конь · d4 чёрный круг · e4 чёрный круг · f4 чёрный круг · h4 белый ферзь · b1 белый король | c8 белый слон · a7 чёрный ферзь · d6 белый круг · e6 чёрный крест · f6 чёрный круг · d5 чёрный конь · e5 чёрный король · f5 чёрный крест · c4 белый конь · d4 чёрный круг · e4 чёрный круг · f4 чёрный круг · h4 белый ферзь · b1 белый король | c8 белый слон · a7 чёрный ферзь · d6 белый круг · e6 чёрный крест · f6 чёрный круг · d5 чёрный конь · e5 чёрный король · f5 чёрный крест · c4 белый конь · d4 чёрный круг · e4 чёрный круг · f4 чёрный круг · h4 белый ферзь · b1 белый король | c8 белый слон · a7 чёрный ферзь · d6 белый круг · e6 чёрный крест · f6 чёрный круг · d5 чёрный конь · e5 чёрный король · f5 чёрный крест · c4 белый конь · d4 чёрный круг · e4 чёрный круг · f4 чёрный круг · h4 белый ферзь · b1 белый король | 3 |
| 2 | c8 белый слон · a7 чёрный ферзь · d6 белый круг · e6 чёрный крест · f6 чёрный круг · d5 чёрный конь · e5 чёрный король · f5 чёрный крест · c4 белый конь · d4 чёрный круг · e4 чёрный круг · f4 чёрный круг · h4 белый ферзь · b1 белый король | c8 белый слон · a7 чёрный ферзь · d6 белый круг · e6 чёрный крест · f6 чёрный круг · d5 чёрный конь · e5 чёрный король · f5 чёрный крест · c4 белый конь · d4 чёрный круг · e4 чёрный круг · f4 чёрный круг · h4 белый ферзь · b1 белый король | c8 белый слон · a7 чёрный ферзь · d6 белый круг · e6 чёрный крест · f6 чёрный круг · d5 чёрный конь · e5 чёрный король · f5 чёрный крест · c4 белый конь · d4 чёрный круг · e4 чёрный круг · f4 чёрный круг · h4 белый ферзь · b1 белый король | c8 белый слон · a7 чёрный ферзь · d6 белый круг · e6 чёрный крест · f6 чёрный круг · d5 чёрный конь · e5 чёрный король · f5 чёрный крест · c4 белый конь · d4 чёрный круг · e4 чёрный круг · f4 чёрный круг · h4 белый ферзь · b1 белый король | c8 белый слон · a7 чёрный ферзь · d6 белый круг · e6 чёрный крест · f6 чёрный круг · d5 чёрный конь · e5 чёрный король · f5 чёрный крест · c4 белый конь · d4 чёрный круг · e4 чёрный круг · f4 чёрный круг · h4 белый ферзь · b1 белый король | c8 белый слон · a7 чёрный ферзь · d6 белый круг · e6 чёрный крест · f6 чёрный круг · d5 чёрный конь · e5 чёрный король · f5 чёрный крест · c4 белый конь · d4 чёрный круг · e4 чёрный круг · f4 чёрный круг · h4 белый ферзь · b1 белый король | c8 белый слон · a7 чёрный ферзь · d6 белый круг · e6 чёрный крест · f6 чёрный круг · d5 чёрный конь · e5 чёрный король · f5 чёрный крест · c4 белый конь · d4 чёрный круг · e4 чёрный круг · f4 чёрный круг · h4 белый ферзь · b1 белый король | c8 белый слон · a7 чёрный ферзь · d6 белый круг · e6 чёрный крест · f6 чёрный круг · d5 чёрный конь · e5 чёрный король · f5 чёрный крест · c4 белый конь · d4 чёрный круг · e4 чёрный круг · f4 чёрный круг · h4 белый ферзь · b1 белый король | 2 |
| 1 | c8 белый слон · a7 чёрный ферзь · d6 белый круг · e6 чёрный крест · f6 чёрный круг · d5 чёрный конь · e5 чёрный король · f5 чёрный крест · c4 белый конь · d4 чёрный круг · e4 чёрный круг · f4 чёрный круг · h4 белый ферзь · b1 белый король | c8 белый слон · a7 чёрный ферзь · d6 белый круг · e6 чёрный крест · f6 чёрный круг · d5 чёрный конь · e5 чёрный король · f5 чёрный крест · c4 белый конь · d4 чёрный круг · e4 чёрный круг · f4 чёрный круг · h4 белый ферзь · b1 белый король | c8 белый слон · a7 чёрный ферзь · d6 белый круг · e6 чёрный крест · f6 чёрный круг · d5 чёрный конь · e5 чёрный король · f5 чёрный крест · c4 белый конь · d4 чёрный круг · e4 чёрный круг · f4 чёрный круг · h4 белый ферзь · b1 белый король | c8 белый слон · a7 чёрный ферзь · d6 белый круг · e6 чёрный крест · f6 чёрный круг · d5 чёрный конь · e5 чёрный король · f5 чёрный крест · c4 белый конь · d4 чёрный круг · e4 чёрный круг · f4 чёрный круг · h4 белый ферзь · b1 белый король | c8 белый слон · a7 чёрный ферзь · d6 белый круг · e6 чёрный крест · f6 чёрный круг · d5 чёрный конь · e5 чёрный король · f5 чёрный крест · c4 белый конь · d4 чёрный круг · e4 чёрный круг · f4 чёрный круг · h4 белый ферзь · b1 белый король | c8 белый слон · a7 чёрный ферзь · d6 белый круг · e6 чёрный крест · f6 чёрный круг · d5 чёрный конь · e5 чёрный король · f5 чёрный крест · c4 белый конь · d4 чёрный круг · e4 чёрный круг · f4 чёрный круг · h4 белый ферзь · b1 белый король | c8 белый слон · a7 чёрный ферзь · d6 белый круг · e6 чёрный крест · f6 чёрный круг · d5 чёрный конь · e5 чёрный король · f5 чёрный крест · c4 белый конь · d4 чёрный круг · e4 чёрный круг · f4 чёрный круг · h4 белый ферзь · b1 белый король | c8 белый слон · a7 чёрный ферзь · d6 белый круг · e6 чёрный крест · f6 чёрный круг · d5 чёрный конь · e5 чёрный король · f5 чёрный крест · c4 белый конь · d4 чёрный круг · e4 чёрный круг · f4 чёрный круг · h4 белый ферзь · b1 белый король | 1 |
|   | a | b | c | d | e | f | g | h |   |

|   | a | b | c | d | e | f | g | h |   |
| - | --- | --- | --- | --- | --- | --- | --- | --- | - |
| 8 | c8 белый слон · a7 чёрный ферзь · a5 белая ладья · d5 чёрный слон · e5 чёрный король · c4 белый конь · h4 белый ферзь · b1 белый король | c8 белый слон · a7 чёрный ферзь · a5 белая ладья · d5 чёрный слон · e5 чёрный король · c4 белый конь · h4 белый ферзь · b1 белый король | c8 белый слон · a7 чёрный ферзь · a5 белая ладья · d5 чёрный слон · e5 чёрный король · c4 белый конь · h4 белый ферзь · b1 белый король | c8 белый слон · a7 чёрный ферзь · a5 белая ладья · d5 чёрный слон · e5 чёрный король · c4 белый конь · h4 белый ферзь · b1 белый король | c8 белый слон · a7 чёрный ферзь · a5 белая ладья · d5 чёрный слон · e5 чёрный король · c4 белый конь · h4 белый ферзь · b1 белый король | c8 белый слон · a7 чёрный ферзь · a5 белая ладья · d5 чёрный слон · e5 чёрный король · c4 белый конь · h4 белый ферзь · b1 белый король | c8 белый слон · a7 чёрный ферзь · a5 белая ладья · d5 чёрный слон · e5 чёрный король · c4 белый конь · h4 белый ферзь · b1 белый король | c8 белый слон · a7 чёрный ферзь · a5 белая ладья · d5 чёрный слон · e5 чёрный король · c4 белый конь · h4 белый ферзь · b1 белый король | 8 |
| 7 | c8 белый слон · a7 чёрный ферзь · a5 белая ладья · d5 чёрный слон · e5 чёрный король · c4 белый конь · h4 белый ферзь · b1 белый король | c8 белый слон · a7 чёрный ферзь · a5 белая ладья · d5 чёрный слон · e5 чёрный король · c4 белый конь · h4 белый ферзь · b1 белый король | c8 белый слон · a7 чёрный ферзь · a5 белая ладья · d5 чёрный слон · e5 чёрный король · c4 белый конь · h4 белый ферзь · b1 белый король | c8 белый слон · a7 чёрный ферзь · a5 белая ладья · d5 чёрный слон · e5 чёрный король · c4 белый конь · h4 белый ферзь · b1 белый король | c8 белый слон · a7 чёрный ферзь · a5 белая ладья · d5 чёрный слон · e5 чёрный король · c4 белый конь · h4 белый ферзь · b1 белый король | c8 белый слон · a7 чёрный ферзь · a5 белая ладья · d5 чёрный слон · e5 чёрный король · c4 белый конь · h4 белый ферзь · b1 белый король | c8 белый слон · a7 чёрный ферзь · a5 белая ладья · d5 чёрный слон · e5 чёрный король · c4 белый конь · h4 белый ферзь · b1 белый король | c8 белый слон · a7 чёрный ферзь · a5 белая ладья · d5 чёрный слон · e5 чёрный король · c4 белый конь · h4 белый ферзь · b1 белый король | 7 |
| 6 | c8 белый слон · a7 чёрный ферзь · a5 белая ладья · d5 чёрный слон · e5 чёрный король · c4 белый конь · h4 белый ферзь · b1 белый король | c8 белый слон · a7 чёрный ферзь · a5 белая ладья · d5 чёрный слон · e5 чёрный король · c4 белый конь · h4 белый ферзь · b1 белый король | c8 белый слон · a7 чёрный ферзь · a5 белая ладья · d5 чёрный слон · e5 чёрный король · c4 белый конь · h4 белый ферзь · b1 белый король | c8 белый слон · a7 чёрный ферзь · a5 белая ладья · d5 чёрный слон · e5 чёрный король · c4 белый конь · h4 белый ферзь · b1 белый король | c8 белый слон · a7 чёрный ферзь · a5 белая ладья · d5 чёрный слон · e5 чёрный король · c4 белый конь · h4 белый ферзь · b1 белый король | c8 белый слон · a7 чёрный ферзь · a5 белая ладья · d5 чёрный слон · e5 чёрный король · c4 белый конь · h4 белый ферзь · b1 белый король | c8 белый слон · a7 чёрный ферзь · a5 белая ладья · d5 чёрный слон · e5 чёрный король · c4 белый конь · h4 белый ферзь · b1 белый король | c8 белый слон · a7 чёрный ферзь · a5 белая ладья · d5 чёрный слон · e5 чёрный король · c4 белый конь · h4 белый ферзь · b1 белый король | 6 |
| 5 | c8 белый слон · a7 чёрный ферзь · a5 белая ладья · d5 чёрный слон · e5 чёрный король · c4 белый конь · h4 белый ферзь · b1 белый король | c8 белый слон · a7 чёрный ферзь · a5 белая ладья · d5 чёрный слон · e5 чёрный король · c4 белый конь · h4 белый ферзь · b1 белый король | c8 белый слон · a7 чёрный ферзь · a5 белая ладья · d5 чёрный слон · e5 чёрный король · c4 белый конь · h4 белый ферзь · b1 белый король | c8 белый слон · a7 чёрный ферзь · a5 белая ладья · d5 чёрный слон · e5 чёрный король · c4 белый конь · h4 белый ферзь · b1 белый король | c8 белый слон · a7 чёрный ферзь · a5 белая ладья · d5 чёрный слон · e5 чёрный король · c4 белый конь · h4 белый ферзь · b1 белый король | c8 белый слон · a7 чёрный ферзь · a5 белая ладья · d5 чёрный слон · e5 чёрный король · c4 белый конь · h4 белый ферзь · b1 белый король | c8 белый слон · a7 чёрный ферзь · a5 белая ладья · d5 чёрный слон · e5 чёрный король · c4 белый конь · h4 белый ферзь · b1 белый король | c8 белый слон · a7 чёрный ферзь · a5 белая ладья · d5 чёрный слон · e5 чёрный король · c4 белый конь · h4 белый ферзь · b1 белый король | 5 |
| 4 | c8 белый слон · a7 чёрный ферзь · a5 белая ладья · d5 чёрный слон · e5 чёрный король · c4 белый конь · h4 белый ферзь · b1 белый король | c8 белый слон · a7 чёрный ферзь · a5 белая ладья · d5 чёрный слон · e5 чёрный король · c4 белый конь · h4 белый ферзь · b1 белый король | c8 белый слон · a7 чёрный ферзь · a5 белая ладья · d5 чёрный слон · e5 чёрный король · c4 белый конь · h4 белый ферзь · b1 белый король | c8 белый слон · a7 чёрный ферзь · a5 белая ладья · d5 чёрный слон · e5 чёрный король · c4 белый конь · h4 белый ферзь · b1 белый король | c8 белый слон · a7 чёрный ферзь · a5 белая ладья · d5 чёрный слон · e5 чёрный король · c4 белый конь · h4 белый ферзь · b1 белый король | c8 белый слон · a7 чёрный ферзь · a5 белая ладья · d5 чёрный слон · e5 чёрный король · c4 белый конь · h4 белый ферзь · b1 белый король | c8 белый слон · a7 чёрный ферзь · a5 белая ладья · d5 чёрный слон · e5 чёрный король · c4 белый конь · h4 белый ферзь · b1 белый король | c8 белый слон · a7 чёрный ферзь · a5 белая ладья · d5 чёрный слон · e5 чёрный король · c4 белый конь · h4 белый ферзь · b1 белый король | 4 |
| 3 | c8 белый слон · a7 чёрный ферзь · a5 белая ладья · d5 чёрный слон · e5 чёрный король · c4 белый конь · h4 белый ферзь · b1 белый король | c8 белый слон · a7 чёрный ферзь · a5 белая ладья · d5 чёрный слон · e5 чёрный король · c4 белый конь · h4 белый ферзь · b1 белый король | c8 белый слон · a7 чёрный ферзь · a5 белая ладья · d5 чёрный слон · e5 чёрный король · c4 белый конь · h4 белый ферзь · b1 белый король | c8 белый слон · a7 чёрный ферзь · a5 белая ладья · d5 чёрный слон · e5 чёрный король · c4 белый конь · h4 белый ферзь · b1 белый король | c8 белый слон · a7 чёрный ферзь · a5 белая ладья · d5 чёрный слон · e5 чёрный король · c4 белый конь · h4 белый ферзь · b1 белый король | c8 белый слон · a7 чёрный ферзь · a5 белая ладья · d5 чёрный слон · e5 чёрный король · c4 белый конь · h4 белый ферзь · b1 белый король | c8 белый слон · a7 чёрный ферзь · a5 белая ладья · d5 чёрный слон · e5 чёрный король · c4 белый конь · h4 белый ферзь · b1 белый король | c8 белый слон · a7 чёрный ферзь · a5 белая ладья · d5 чёрный слон · e5 чёрный король · c4 белый конь · h4 белый ферзь · b1 белый король | 3 |
| 2 | c8 белый слон · a7 чёрный ферзь · a5 белая ладья · d5 чёрный слон · e5 чёрный король · c4 белый конь · h4 белый ферзь · b1 белый король | c8 белый слон · a7 чёрный ферзь · a5 белая ладья · d5 чёрный слон · e5 чёрный король · c4 белый конь · h4 белый ферзь · b1 белый король | c8 белый слон · a7 чёрный ферзь · a5 белая ладья · d5 чёрный слон · e5 чёрный король · c4 белый конь · h4 белый ферзь · b1 белый король | c8 белый слон · a7 чёрный ферзь · a5 белая ладья · d5 чёрный слон · e5 чёрный король · c4 белый конь · h4 белый ферзь · b1 белый король | c8 белый слон · a7 чёрный ферзь · a5 белая ладья · d5 чёрный слон · e5 чёрный король · c4 белый конь · h4 белый ферзь · b1 белый король | c8 белый слон · a7 чёрный ферзь · a5 белая ладья · d5 чёрный слон · e5 чёрный король · c4 белый конь · h4 белый ферзь · b1 белый король | c8 белый слон · a7 чёрный ферзь · a5 белая ладья · d5 чёрный слон · e5 чёрный король · c4 белый конь · h4 белый ферзь · b1 белый король | c8 белый слон · a7 чёрный ферзь · a5 белая ладья · d5 чёрный слон · e5 чёрный король · c4 белый конь · h4 белый ферзь · b1 белый король | 2 |
| 1 | c8 белый слон · a7 чёрный ферзь · a5 белая ладья · d5 чёрный слон · e5 чёрный король · c4 белый конь · h4 белый ферзь · b1 белый король | c8 белый слон · a7 чёрный ферзь · a5 белая ладья · d5 чёрный слон · e5 чёрный король · c4 белый конь · h4 белый ферзь · b1 белый король | c8 белый слон · a7 чёрный ферзь · a5 белая ладья · d5 чёрный слон · e5 чёрный король · c4 белый конь · h4 белый ферзь · b1 белый король | c8 белый слон · a7 чёрный ферзь · a5 белая ладья · d5 чёрный слон · e5 чёрный король · c4 белый конь · h4 белый ферзь · b1 белый король | c8 белый слон · a7 чёрный ферзь · a5 белая ладья · d5 чёрный слон · e5 чёрный король · c4 белый конь · h4 белый ферзь · b1 белый король | c8 белый слон · a7 чёрный ферзь · a5 белая ладья · d5 чёрный слон · e5 чёрный король · c4 белый конь · h4 белый ферзь · b1 белый король | c8 белый слон · a7 чёрный ферзь · a5 белая ладья · d5 чёрный слон · e5 чёрный король · c4 белый конь · h4 белый ферзь · b1 белый король | c8 белый слон · a7 чёрный ферзь · a5 белая ладья · d5 чёрный слон · e5 чёрный король · c4 белый конь · h4 белый ферзь · b1 белый король | 1 |
|   | a | b | c | d | e | f | g | h |   |

|   | a | b | c | d | e | f | g | h |   |
| - | --- | --- | --- | --- | --- | --- | --- | --- | - |
| 8 | c8 белый слон · a7 чёрный ферзь · a5 белая ладья · d5 чёрный конь · e5 чёрный король · c4 белый конь · h4 белый ферзь · b1 белый король | c8 белый слон · a7 чёрный ферзь · a5 белая ладья · d5 чёрный конь · e5 чёрный король · c4 белый конь · h4 белый ферзь · b1 белый король | c8 белый слон · a7 чёрный ферзь · a5 белая ладья · d5 чёрный конь · e5 чёрный король · c4 белый конь · h4 белый ферзь · b1 белый король | c8 белый слон · a7 чёрный ферзь · a5 белая ладья · d5 чёрный конь · e5 чёрный король · c4 белый конь · h4 белый ферзь · b1 белый король | c8 белый слон · a7 чёрный ферзь · a5 белая ладья · d5 чёрный конь · e5 чёрный король · c4 белый конь · h4 белый ферзь · b1 белый король | c8 белый слон · a7 чёрный ферзь · a5 белая ладья · d5 чёрный конь · e5 чёрный король · c4 белый конь · h4 белый ферзь · b1 белый король | c8 белый слон · a7 чёрный ферзь · a5 белая ладья · d5 чёрный конь · e5 чёрный король · c4 белый конь · h4 белый ферзь · b1 белый король | c8 белый слон · a7 чёрный ферзь · a5 белая ладья · d5 чёрный конь · e5 чёрный король · c4 белый конь · h4 белый ферзь · b1 белый король | 8 |
| 7 | c8 белый слон · a7 чёрный ферзь · a5 белая ладья · d5 чёрный конь · e5 чёрный король · c4 белый конь · h4 белый ферзь · b1 белый король | c8 белый слон · a7 чёрный ферзь · a5 белая ладья · d5 чёрный конь · e5 чёрный король · c4 белый конь · h4 белый ферзь · b1 белый король | c8 белый слон · a7 чёрный ферзь · a5 белая ладья · d5 чёрный конь · e5 чёрный король · c4 белый конь · h4 белый ферзь · b1 белый король | c8 белый слон · a7 чёрный ферзь · a5 белая ладья · d5 чёрный конь · e5 чёрный король · c4 белый конь · h4 белый ферзь · b1 белый король | c8 белый слон · a7 чёрный ферзь · a5 белая ладья · d5 чёрный конь · e5 чёрный король · c4 белый конь · h4 белый ферзь · b1 белый король | c8 белый слон · a7 чёрный ферзь · a5 белая ладья · d5 чёрный конь · e5 чёрный король · c4 белый конь · h4 белый ферзь · b1 белый король | c8 белый слон · a7 чёрный ферзь · a5 белая ладья · d5 чёрный конь · e5 чёрный король · c4 белый конь · h4 белый ферзь · b1 белый король | c8 белый слон · a7 чёрный ферзь · a5 белая ладья · d5 чёрный конь · e5 чёрный король · c4 белый конь · h4 белый ферзь · b1 белый король | 7 |
| 6 | c8 белый слон · a7 чёрный ферзь · a5 белая ладья · d5 чёрный конь · e5 чёрный король · c4 белый конь · h4 белый ферзь · b1 белый король | c8 белый слон · a7 чёрный ферзь · a5 белая ладья · d5 чёрный конь · e5 чёрный король · c4 белый конь · h4 белый ферзь · b1 белый король | c8 белый слон · a7 чёрный ферзь · a5 белая ладья · d5 чёрный конь · e5 чёрный король · c4 белый конь · h4 белый ферзь · b1 белый король | c8 белый слон · a7 чёрный ферзь · a5 белая ладья · d5 чёрный конь · e5 чёрный король · c4 белый конь · h4 белый ферзь · b1 белый король | c8 белый слон · a7 чёрный ферзь · a5 белая ладья · d5 чёрный конь · e5 чёрный король · c4 белый конь · h4 белый ферзь · b1 белый король | c8 белый слон · a7 чёрный ферзь · a5 белая ладья · d5 чёрный конь · e5 чёрный король · c4 белый конь · h4 белый ферзь · b1 белый король | c8 белый слон · a7 чёрный ферзь · a5 белая ладья · d5 чёрный конь · e5 чёрный король · c4 белый конь · h4 белый ферзь · b1 белый король | c8 белый слон · a7 чёрный ферзь · a5 белая ладья · d5 чёрный конь · e5 чёрный король · c4 белый конь · h4 белый ферзь · b1 белый король | 6 |
| 5 | c8 белый слон · a7 чёрный ферзь · a5 белая ладья · d5 чёрный конь · e5 чёрный король · c4 белый конь · h4 белый ферзь · b1 белый король | c8 белый слон · a7 чёрный ферзь · a5 белая ладья · d5 чёрный конь · e5 чёрный король · c4 белый конь · h4 белый ферзь · b1 белый король | c8 белый слон · a7 чёрный ферзь · a5 белая ладья · d5 чёрный конь · e5 чёрный король · c4 белый конь · h4 белый ферзь · b1 белый король | c8 белый слон · a7 чёрный ферзь · a5 белая ладья · d5 чёрный конь · e5 чёрный король · c4 белый конь · h4 белый ферзь · b1 белый король | c8 белый слон · a7 чёрный ферзь · a5 белая ладья · d5 чёрный конь · e5 чёрный король · c4 белый конь · h4 белый ферзь · b1 белый король | c8 белый слон · a7 чёрный ферзь · a5 белая ладья · d5 чёрный конь · e5 чёрный король · c4 белый конь · h4 белый ферзь · b1 белый король | c8 белый слон · a7 чёрный ферзь · a5 белая ладья · d5 чёрный конь · e5 чёрный король · c4 белый конь · h4 белый ферзь · b1 белый король | c8 белый слон · a7 чёрный ферзь · a5 белая ладья · d5 чёрный конь · e5 чёрный король · c4 белый конь · h4 белый ферзь · b1 белый король | 5 |
| 4 | c8 белый слон · a7 чёрный ферзь · a5 белая ладья · d5 чёрный конь · e5 чёрный король · c4 белый конь · h4 белый ферзь · b1 белый король | c8 белый слон · a7 чёрный ферзь · a5 белая ладья · d5 чёрный конь · e5 чёрный король · c4 белый конь · h4 белый ферзь · b1 белый король | c8 белый слон · a7 чёрный ферзь · a5 белая ладья · d5 чёрный конь · e5 чёрный король · c4 белый конь · h4 белый ферзь · b1 белый король | c8 белый слон · a7 чёрный ферзь · a5 белая ладья · d5 чёрный конь · e5 чёрный король · c4 белый конь · h4 белый ферзь · b1 белый король | c8 белый слон · a7 чёрный ферзь · a5 белая ладья · d5 чёрный конь · e5 чёрный король · c4 белый конь · h4 белый ферзь · b1 белый король | c8 белый слон · a7 чёрный ферзь · a5 белая ладья · d5 чёрный конь · e5 чёрный король · c4 белый конь · h4 белый ферзь · b1 белый король | c8 белый слон · a7 чёрный ферзь · a5 белая ладья · d5 чёрный конь · e5 чёрный король · c4 белый конь · h4 белый ферзь · b1 белый король | c8 белый слон · a7 чёрный ферзь · a5 белая ладья · d5 чёрный конь · e5 чёрный король · c4 белый конь · h4 белый ферзь · b1 белый король | 4 |
| 3 | c8 белый слон · a7 чёрный ферзь · a5 белая ладья · d5 чёрный конь · e5 чёрный король · c4 белый конь · h4 белый ферзь · b1 белый король | c8 белый слон · a7 чёрный ферзь · a5 белая ладья · d5 чёрный конь · e5 чёрный король · c4 белый конь · h4 белый ферзь · b1 белый король | c8 белый слон · a7 чёрный ферзь · a5 белая ладья · d5 чёрный конь · e5 чёрный король · c4 белый конь · h4 белый ферзь · b1 белый король | c8 белый слон · a7 чёрный ферзь · a5 белая ладья · d5 чёрный конь · e5 чёрный король · c4 белый конь · h4 белый ферзь · b1 белый король | c8 белый слон · a7 чёрный ферзь · a5 белая ладья · d5 чёрный конь · e5 чёрный король · c4 белый конь · h4 белый ферзь · b1 белый король | c8 белый слон · a7 чёрный ферзь · a5 белая ладья · d5 чёрный конь · e5 чёрный король · c4 белый конь · h4 белый ферзь · b1 белый король | c8 белый слон · a7 чёрный ферзь · a5 белая ладья · d5 чёрный конь · e5 чёрный король · c4 белый конь · h4 белый ферзь · b1 белый король | c8 белый слон · a7 чёрный ферзь · a5 белая ладья · d5 чёрный конь · e5 чёрный король · c4 белый конь · h4 белый ферзь · b1 белый король | 3 |
| 2 | c8 белый слон · a7 чёрный ферзь · a5 белая ладья · d5 чёрный конь · e5 чёрный король · c4 белый конь · h4 белый ферзь · b1 белый король | c8 белый слон · a7 чёрный ферзь · a5 белая ладья · d5 чёрный конь · e5 чёрный король · c4 белый конь · h4 белый ферзь · b1 белый король | c8 белый слон · a7 чёрный ферзь · a5 белая ладья · d5 чёрный конь · e5 чёрный король · c4 белый конь · h4 белый ферзь · b1 белый король | c8 белый слон · a7 чёрный ферзь · a5 белая ладья · d5 чёрный конь · e5 чёрный король · c4 белый конь · h4 белый ферзь · b1 белый король | c8 белый слон · a7 чёрный ферзь · a5 белая ладья · d5 чёрный конь · e5 чёрный король · c4 белый конь · h4 белый ферзь · b1 белый король | c8 белый слон · a7 чёрный ферзь · a5 белая ладья · d5 чёрный конь · e5 чёрный король · c4 белый конь · h4 белый ферзь · b1 белый король | c8 белый слон · a7 чёрный ферзь · a5 белая ладья · d5 чёрный конь · e5 чёрный король · c4 белый конь · h4 белый ферзь · b1 белый король | c8 белый слон · a7 чёрный ферзь · a5 белая ладья · d5 чёрный конь · e5 чёрный король · c4 белый конь · h4 белый ферзь · b1 белый король | 2 |
| 1 | c8 белый слон · a7 чёрный ферзь · a5 белая ладья · d5 чёрный конь · e5 чёрный король · c4 белый конь · h4 белый ферзь · b1 белый король | c8 белый слон · a7 чёрный ферзь · a5 белая ладья · d5 чёрный конь · e5 чёрный король · c4 белый конь · h4 белый ферзь · b1 белый король | c8 белый слон · a7 чёрный ферзь · a5 белая ладья · d5 чёрный конь · e5 чёрный король · c4 белый конь · h4 белый ферзь · b1 белый король | c8 белый слон · a7 чёрный ферзь · a5 белая ладья · d5 чёрный конь · e5 чёрный король · c4 белый конь · h4 белый ферзь · b1 белый король | c8 белый слон · a7 чёрный ферзь · a5 белая ладья · d5 чёрный конь · e5 чёрный король · c4 белый конь · h4 белый ферзь · b1 белый король | c8 белый слон · a7 чёрный ферзь · a5 белая ладья · d5 чёрный конь · e5 чёрный король · c4 белый конь · h4 белый ферзь · b1 белый король | c8 белый слон · a7 чёрный ферзь · a5 белая ладья · d5 чёрный конь · e5 чёрный король · c4 белый конь · h4 белый ферзь · b1 белый король | c8 белый слон · a7 чёрный ферзь · a5 белая ладья · d5 чёрный конь · e5 чёрный король · c4 белый конь · h4 белый ферзь · b1 белый король | 1 |
|   | a | b | c | d | e | f | g | h |   |